# نادية بارتل
نادية بارتل (بالإنجليزية: Nadia Bartel)‏ هي عارضة ومصممة ملابس أسترالية، ولدت في 10 مايو 1985 في أستراليا.

## وصلات خارجية
- نادية بارتل على موقع IMDb (الإنجليزية)